# Kota Bangun
Pour les articles homonymes, voir KOD.
Kota Bangun est un district d'Indonésie (kecamatan) dans le kabupaten de Kutai Kartanegara, province de Kalimantan oriental.

## Géographie
Le kecamatan de Kota Bangun est situé entre 116º27' et 116º46' de longitude est d'une part, et 0º07' et 0º36' de latitude sud d'autre part.
Le district est traversé par les fleuves Mahakam et Belayan. Il est bordé par les lacs Melintang et Semayang.

## Population et langue
Elle est concentrée le long des fleuves et au bord des lacs ci-dessus.
Le malais de Kota Bangun est une forme de malais local.